# Passionsfenster (Bieuzy)

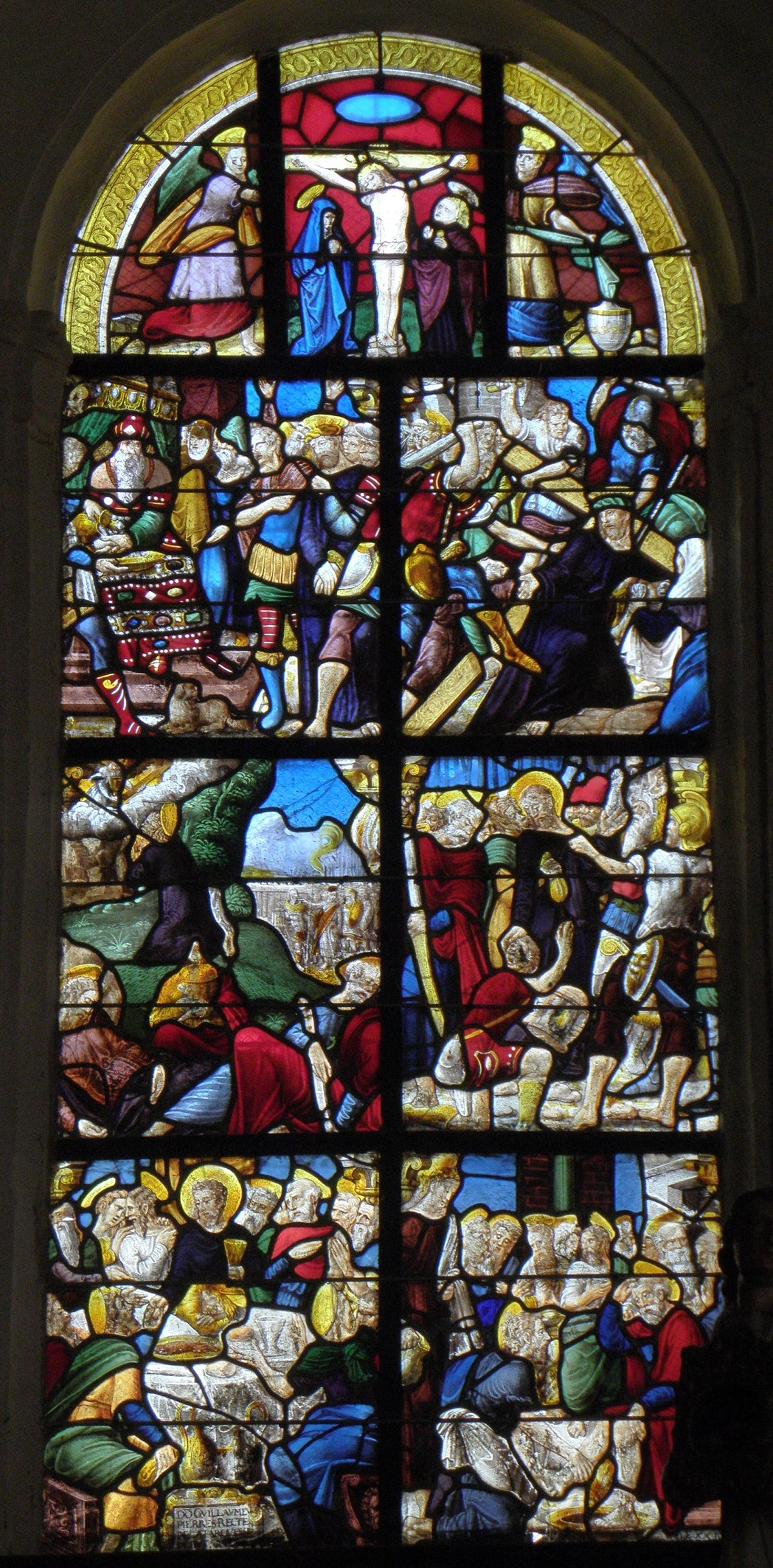
Passionsfenster in Bieuzy

Das Passionsfenster in der katholischen Pfarrkirche Notre-Dame in Bieuzy, einem Ortsteil der 2019 gegründeten französischen Gemeinde Pluméliau-Bieuzy im Département Morbihan in der Region Bretagne, wurde um 1575 geschaffen. Das Bleiglasfenster wurde 1912 als Monument historique in die Liste der geschützten Objekte (Base Palissy) in Frankreich aufgenommen.
Das circa 2,30 Meter hohe und circa 1,50 Meter breite Fenster im Chor wurde von einer unbekannten Werkstatt geschaffen. Es zeigt verschiedene Szenen aus dem Leidensweg Jesu. Die Szenenfolge entspricht nicht der logischen Reihenfolge, die Teile wurden vermutlich bei einer Restaurierung vertauscht. Bei der Kreuzigungsgruppe fehlt der obere Teil des Kreuzes. 

Die Inschrift links unten lautet: 

„DO GVILLAVME PIERRES RECTE DE LA PAROVESSE“

Neben dem Passionsfenster sind zwei weitere Fenster aus der Zeit der Renaissance in der Kirche erhalten (siehe auch: Kreuzigungs- und Grablegungsfenster (Bieuzy) und Leben Jesu (Bieuzy)).

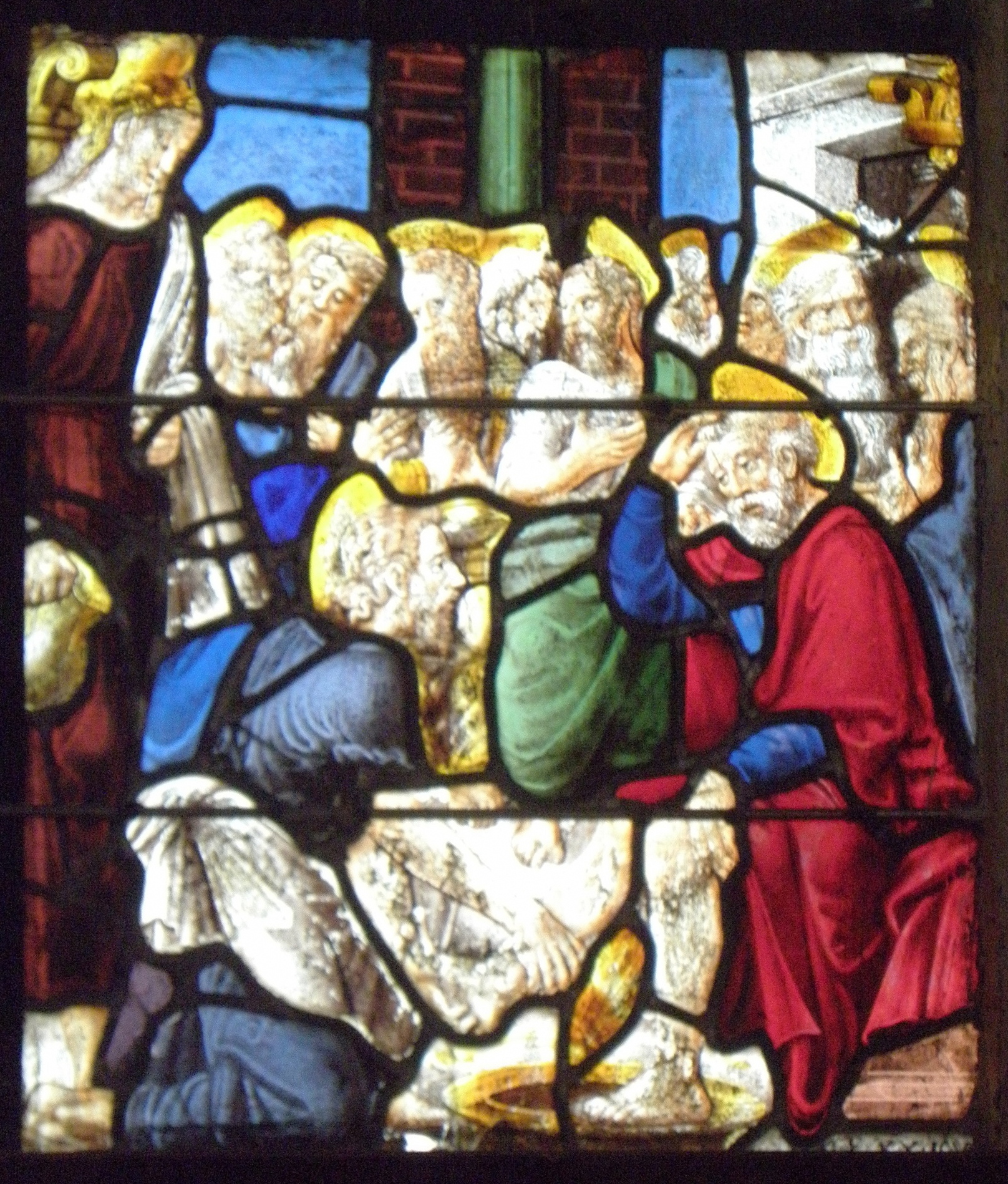
Jesus wäscht den Jüngern die Füße
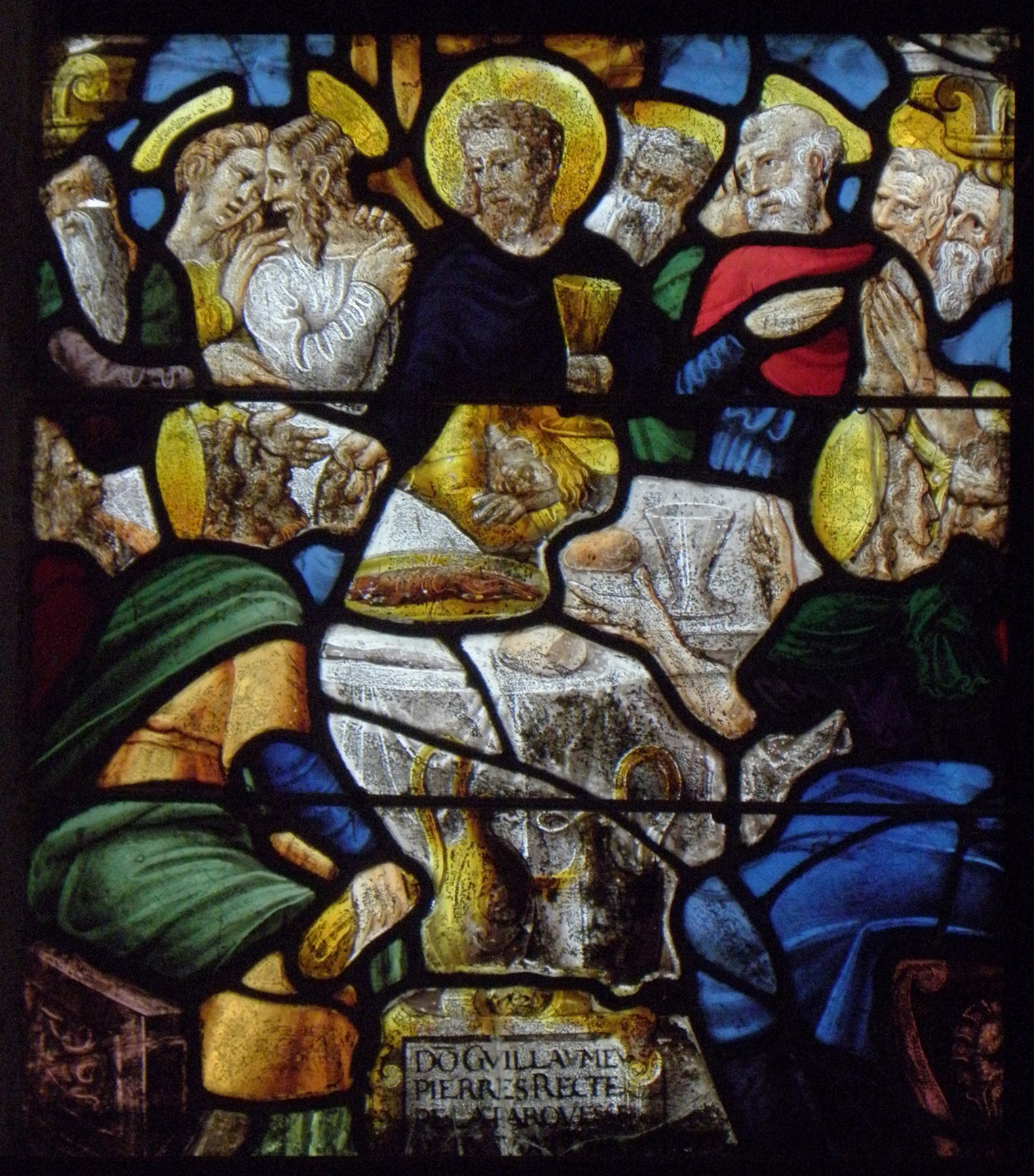
Letztes Abendmahl, am unteren Rand mit Inschrift
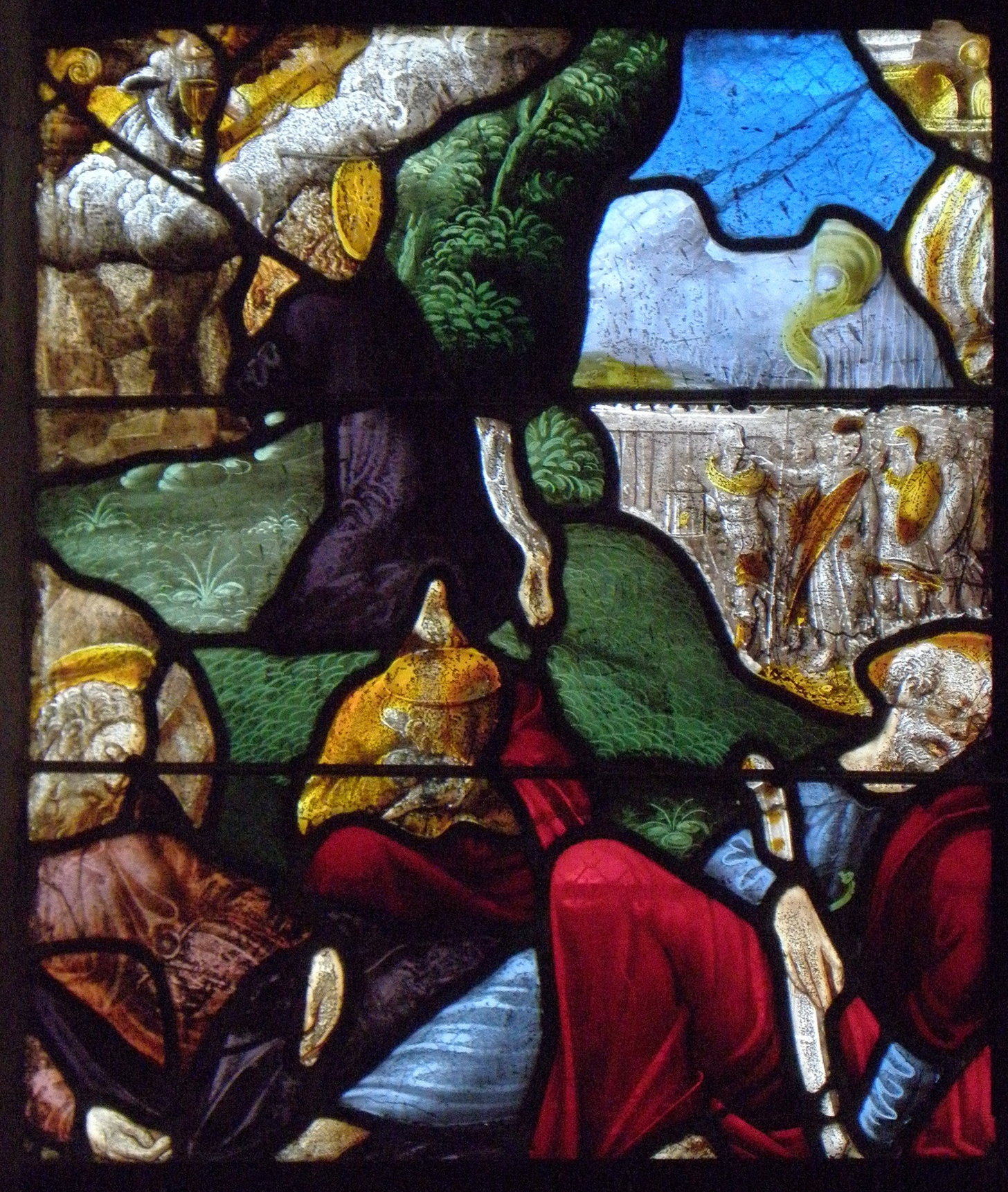
Jesus und die schlafenden Jünger am Ölberg

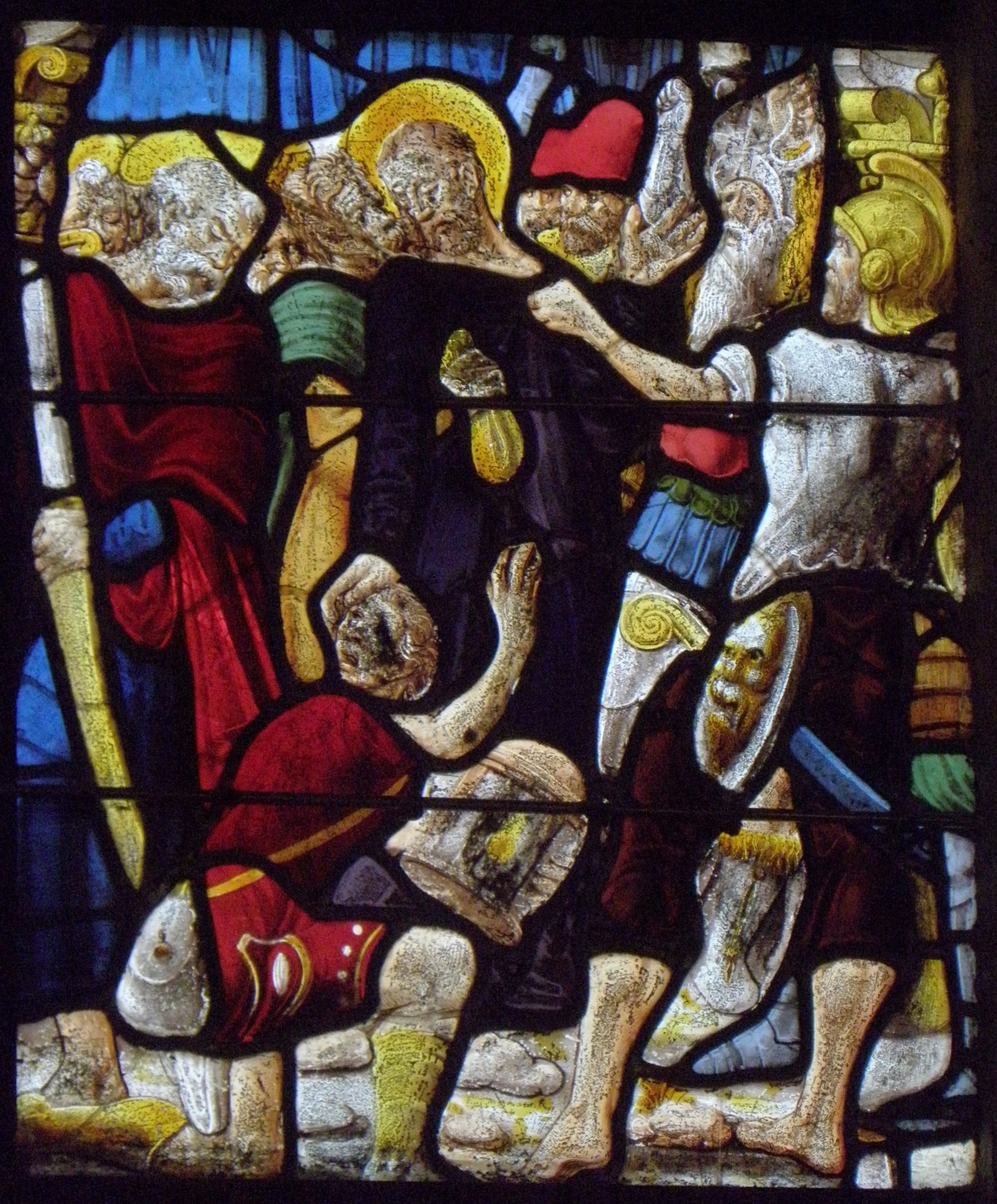
Gefangennahme Jesu
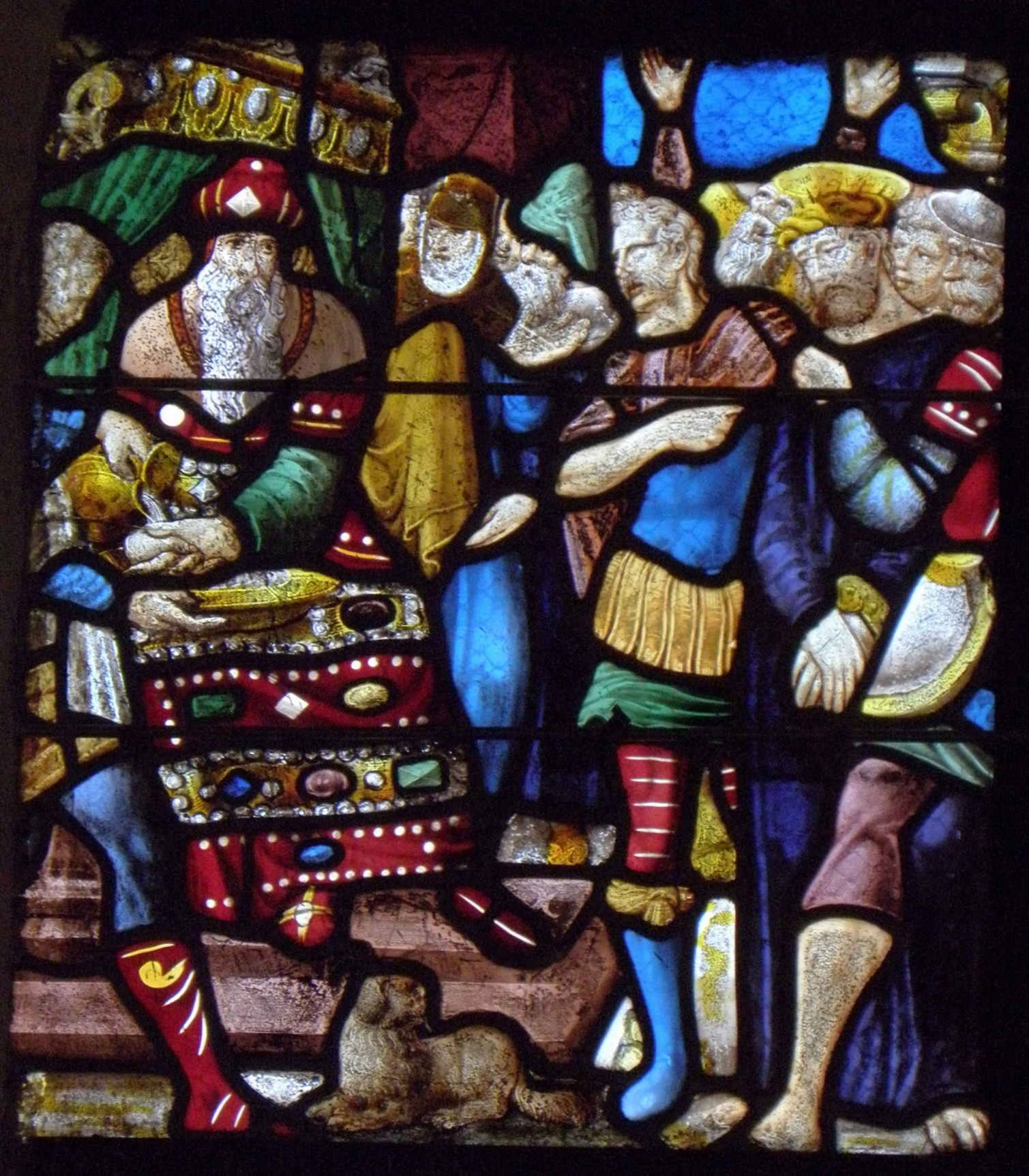
Pilatus wäscht sich die Hände in Unschuld
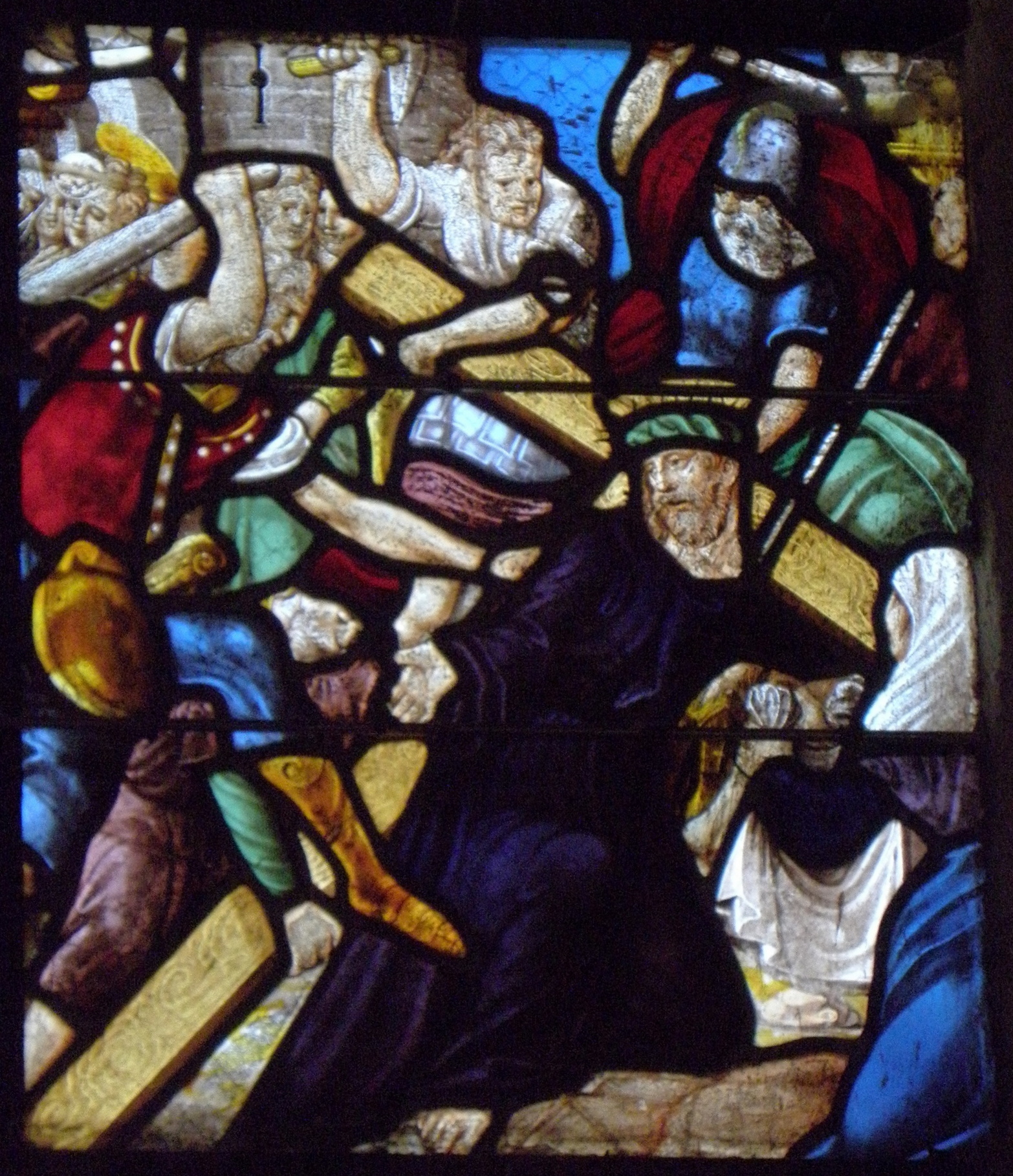
Jesus trägt das Kreuz